# 사라플라이
사라플라이(SARAH FLY)는 대한민국의 싱어송라이터이다.

## 앨범

### 정규 앨범
- 미니 앨범 《What A Beautiful Day》(2014년 8월 20일 발매)
- 미니 앨범 Keep a Memory Green 2016.12.16 발매

### 싱글 앨범
- 디지털 싱글 《New wings》외 2곡 (2012년 12월 21일 발매)
- 디지털 싱글 《안되는게 어딨어》 (2013년 5월 7일 발매)
- 디지털 싱글 《저녁산책》 (2013년 6월 17일 발매)
- 디지털 싱글 《애인이 없는 이유》 (2013년 7월 29일 발매)
- 디지털 싱글 《나도 그렇게 살고 싶은데》 (2013년 8월 28일 발매)
- 디지털 싱글 《지나간 후에 아는 것》 (2013년 9월 30일 발매)
- 디지털 싱글 《그래도 늘》외 1곡 (2013년 10월 31일 발매)
- 디지털 싱글 《괜찮아 힘내》 (2013년 11월 28일 발매)
- 디지털 싱글 《그립지 않은 날》 (2013년 12월 30일 발매)
- 디지털 싱글 《Beautiful Day》 (2014년 7월 28일 발매)
- 디지털 싱글 《지구별》 (2014년 11월 14일 발매)
- 디지털 싱글 Dreamlike 2016.11.2 발매
- 디지털 싱글 문뜩 2016.11.25 발매. 일본영화와 합작으로 만들어진 뮤비 https://www.youtube.com/watch?v=SITPJsBWWn0
- 디지털 싱글 아티스트 2021.1.27 발매
- 디지털 싱글 My Wishes(Feat.이선행) 발매

### 참여곡
- 디지털 싱글 《SM Project - For Love》 (2014년 3월 19일 발매)
- 음악단편집 2014 가을호 운수좋은날
- 음악단편집 2014 겨울호 Whispering(Feat.지하)
- 음악단편집 2015 봄호 편히 쉬세요(Feat.지하,이훈주,호호1)
- 영화 리버스다이어리 음악참여 2017
- SBS 의사요한 OST 2019.9.7
- 채널A 유별나! 문셰프 OST 2020.5.16
- 모멘트-있어줘요 2022.12.15
- 엔타임즈-튜링테스트 2024.03.29